# Prosopocoilus bison buruensis
Prosopocoilus bison buruensis es una subespecie de coleóptero de la familia Lucanidae.

## Distribución geográfica
Habita en Buru (Indonesia).